# جان ربكا
جان رپكا (ببالتشيكية: يان رپكا) (1886 – 1968 م) هو مستشرق تشيكي.
له «تاريخ الأدب الفارسي» من الفتح الإسلامي حتى نهاية القرن التاسع عشر ميلادي. وقد ظهر باللغة التشيكية وباللغة الألمانية والإنگليزية.